# كود إغنيتر
كود إغنيتر (بالإنجليزية: CodeIgniter)‏ هو إطار عمل مفتوح المصدر، يستعمل في بناء تطبيقات الويب بلغة بي إتش بي.
تم إصدار أول نسخة بتاريخ 26 فبراير 2006، أما آخر إصدار كان لنسخة 3.1.5 بتاريخ 19 يونيو 2016.

## كود المصدر والترخيص
يتم الاحتفاظ بشفرة مصدر كود إغنيتر في غيت هاب، واعتبارًا من إصدار المعاينة 3.0rc، تم اعتماد البرنامج مفتوح المصدر بترخيص إم أي تي. تم ترخيص إصدارات كود إغنيتر السابقة للإصدار 3.0.0 بموجب ترخيص مفتوح المصدر على غرار اباتشي.
أثار قرار عام 2011 لتحويل الترخيص إلى ترخيص البرامج المفتوحة [الإنجليزية] بعض الجدل المجتمعي، خاصةً حول عدم التوافق على رخصة جنو العمومية الجديدة، والذي رد عليه إليس لاب بسلسلة من المقالات بعنوان أسبوع التوعية برخصة البرمجيات.

## التاريخ
تم إصدار أول نسخة عامة من كود إغنيتر بواسطة إليس لاب [الإنجليزية] في 28 فبراير 2006.
في 9 يوليو 2013، أعلنت إليس لاب [الإنجليزية] أنها كانت تبحث عن مالك جديد لـ كود إغنيتر، مشيرة إلى نقص الموارد لإعطاء الإطار الاهتمام الذي شعروا أنه يستحقه. في 6 أكتوبر 2014، أعلن إليس لاب أن كود إغنيتر سيواصل التطوير تحت إشراف معهد كولومبيا البريطانية للتكنولوجيا [الإنجليزية]. اعتبارًا من 23 أكتوبر 2019، مع تولي مؤسسة كود إغنيتر المسؤولية، لم يعد كود إغنيتر تحت رعاية معهد كولومبيا البريطانية للتكنولوجيا [الإنجليزية].
تم إصدار كود إغنيتر 4 في 24 فبراير 2020، عيد ميلاد جيم باري الذي كان قائد مشروع كود إغنيتر 4 وتوفي في 15 يناير 2020. بعد ذلك، يستمر المشروع حتى اليوم مع قائد المشروع الآخر.

## روابط خارجية
- الموقع الرسمي